# Луї ван Гал
Алої́зіус Па́улус Марі́я «Луї́» ван Гал (нід. Aloysius Paulus Maria (Louis) van Gaal, МФА: [luˈwi vɑŋˈɣaːl]; 8 серпня 1951, Амстердам) — нідерландський футбольний тренер, який раніше виступав як футболіст на позиції півзахисника. У 2014—2016 роках очолював тренерський штаб англійського «Манчестер Юнайтед».

## Кар'єра тренера
У футбольному клубі «Аякс» ван Гал перебував на позиції головного тренера впродовж 6 років. За цей період  «Аякс» тричі ставав чемпіоном, здобував Кубок УЄФА, Суперкубок УЄФА, Міжконтинентальний кубок, три Суперкубки Нідерландів і, найголовніше, Лігу чемпіонів УЄФА.
Іспанський клуб «Барселона» за період його тренерства здобув два чемпіонські титули, хоча в Європі команда виступала невпевнено. Яскравий тому приклад — матчі з київським «Динамо» в груповому етапі Ліги чемпіонів УЄФА 1997/1998, де кияни в обох матчах розгромили «каталонців» — 3:0 в Києві та 4:0 в Барселоні. Зі збірною Нідерландів ван Гал провалився: не зміг вивести її на Чемпіонат світу з футболу 2002 року.
Однак, ставши тренером клубу «АЗ Алкмаар», домігся величезного успіху: клуб вдруге за свою історію став чемпіоном Нідерландів. Хоча за рік до цього тріумфу ван Гала ледве не вигнали з клубу через невдалу гру в сезоні 2007—2008. Наказ президента Діка Схерінги про відставку тренера був вже надрукований, і лише заступництво трьох провідних гравців — Стейна Схарса, Демі де Зеу і Давида Мендіша змусило керівника клубу відмовитися від своїх намірів.

### Мюнхенська «Баварія»
1 липня 2009 року Луї ван Гал став тренером мюнхенської «Баварії». Свій новий клуб він назвав «командою мрії». Після цього на лаву запасних сів Анатолій Тимощук, а місце опорного півзахисника знову дісталося Маркові ван Боммелу. Ван Гал також узгодив продаж найсильнішого центрального захисника Лусіо в «Інтер», однак утримав від уходу  Даніеля ван Буйтена. Лука Тоні, який вважався головною ударною силою в атаці «баварців», потрапив у немилість. Проте на свій страх і ризик ван Гал ввів до складу молодих Хольгера Бадштубера і Томаса Мюллера. Перший прикрив лівий фланг оборони, а номінальний лівий захисник Філіпп Лам був відправлений на проблемний правий фланг.
Найголовнішим успіхом ван Гала стало запрошення Ар'єна Роббена. У Мюнхені гравець досяг піку майстерності. Тренер поставив Бастіана Швайнштайгера на позицію опорного півзахисника. До приходу тренера-нідерландця Швайнштайгер не відрізнявся особливою дисципліною, але за кілька місяців він перетворився на зразок німецької пунктуальності.
Стартувала  «Баварія» важко. Першу перемогу здобула лише в четвертому турі. Усе перше коло керівництво клубу сумнівалося у правильності призначення ван Гала. Поки «червоні» шукали свою гру, «Байєр», керований Хайнкесом, гордо йшов попереду всіх, дратуючи нулем в графі поразки. Та й ситуація з Тоні напружувала — гравця придбали за шалені гроші, сильний нападник, чемпіон світу, але потрапив у немилість до тренера.
Ставлення до ван Гала змінилось узимку, коли  «Баварія» пішла вгору в Бундеслізі. Після того, як команда перемогла «Манчестер Юнайтед» у чвертьфіналі Ліги чемпіонів, та після перемоги над ліонським «Олімпіком» у півфіналі, ван Гал став справжнім кумиром. Відійшли на другий план і його запальність, і образливість, забутий Лука Тоні.
Сезон 2009—2010 став одним із найуспішніших в новітній історії  «Баварії». Клуб здійснив дубль у  Німеччини, дійшов до  фіналу Ліги Чемпіонів. Ван Гал показав, що вміє працювати з молоддю і виводити гравців на новий рівень. Вже ніхто не ставить під сумнів правильність його запрошення на тренерську посаду. 2010 року Луї ван Гал став тренером року в Німеччині.
У  сезоні 2010-2011 Луї ван Гал продовжив будівництво нової  «Баварії». У ході такого процесу неминучі втрати, тим більше що через травми вибули провідні півзахисники — Франк Рібері і Ар'єн Роббен. Однак з'явився і новий «цап-відбувайло» — аргентинець Мартін Демікеліс.

### Збірна Нідерландів
Після провального виступу збірної Нідерландів на Євро-2012 і наступної відставки її головного тренера Берта ван Марвейка очолити нідерландську національну команду було запропоновано ван Галу. Після призначення головним тренером збірної 6 липня 2012 року ван Гал впевнено вирішив завдання виведення збірної до фінальної частини чемпіонату світу 2014 — у своїй відбірковій групі «помаранчеві» здобули дев'ять перемог у десяти зустрічах і при 34 забитих та 5 пропущених голах з великим запасом посіли перше місце.
На футбольних полях Бразилії, де проходив мундіаль-2014, нідерландці Луї ван Гала почали з сенсаційного розгрому діючих на той час чемпіонів світу і Європи збірної Іспанії з рахунком 5:1, після чого перемогли у решті двох матчах групового етапу та вийшли до раунду плей-оф. Згодом команда подолала збірну Мексики на стадії 1/8 фіналу та костариканців у чвертьфіналі (в серії пенальті). У півфіналі, також за післяматчевими пенальті, нідерландці поступилися збірній Аргентини, після чого у грі за третє місце взяли гору над господарями турніру збірною Бразилії. Ця гра стала останньою для нідерландців під орудою ван Гала, по завершенні турніру спеціаліст залишив тренерський штаб команди.

### «Манчестер Юнайтед»
Ще до початку чемпіонату світу 2014 було повідомлено, що після його завершення новим місцем роботи Луї ван Гала стане англійський «Манчестер Юнайтед». Влітку 2014 року новий головний тренер «манкуніанців» зробив низку дорогих трансферів, суттєво посиливши склад команди з Манчестера. Попри це старт «юнайтед» під керівництвом ван Гала у Прем'єр-лізі був одним з найгірших в історії клубу — після перших 10 турів команда спромоглася здобути лише дві перемоги і з 13 очками посідала дев'яте місце у турнірній таблиці. Попри шквал критики від уболівальників команди ван Гал продовжив роботу з «Манчестер Юнайтед» і ближче до середини сезону йому вдалося суттєво покращити результати команди, яка на кінець 2014 року сягнула третьої сходинки турнірної таблиці англійської першості.
23 травня 2016 року британські ЗМІ повідомили, що Луї ван Гала було звільнено з поста головного тренера команди. Передбачається, що новим головним тренером «Манчестер Юнайтед» на найближчі п’ять років буде призначено Жозе Моурінью.

## Спортивні досягнення

### Клубні
Аякс
- 3 × Ередивізі: 1993-94, 1994-95, 1995-96
- 3 × Суперкубок Нідерландів: 1993, 1994, 1995
- 1 × Кубок Нідерландів: 1992-93
- 1 × Кубок УЄФА: 1991-92
- 1 × Ліга чемпіонів УЄФА: 1994-95
- 1 × Суперкубок УЄФА: 1995
- 1 × Міжконтинентальний кубок: 1995

Барселона
- 2 × Прімера Дивізіон: 1997-98, 1998-99
- 1 × Кубок Іспанії: 1997-98
- 1 × Суперкубок УЄФА: 1997

АЗ
- 1 × Ередивізі: 2008-09

«Баварія»
- 1 × Бундесліга: 2009-10
- 1 × Кубок Німеччини: 2009-10
- 1 × Суперкубок Німеччини: 2010

«Манчестер Юнайтед»
- 1 × Володар Кубка Англії: 2016

Нідерланди
- 1 х Бронзовий призер чемпіонату світу: 2014

### Індивідуальні
- Премія імені Рінуса Міхелса: 2007, 2009[12]
- Нідерландський спортивний тренер року: 2009[13]
- Німецький футбольний тренер року: 2010[14]
- Найкращий тренер в історії футболу — 18 місце (версія France Football): 2019[15][16][17]